# Берналь, Марселино
Марсели́но Берна́ль Пе́рес (исп. Marcelino Bernal Pérez; родился 27 мая 1962 года в Тепике, Мексика) — мексиканский футболист, полузащитник. Известен по выступлениям за клубы «Пуэбла», «Толука» и сборную Мексики. Участник чемпионатов мира 1994 и 1998 годов.

## Клубная карьера
Берналь воспитанник клуба «Крус Асуль». В 1983 году он дебютировал за основной состав в мексиканской Примере. Твердым футболистом основы он стал только в сезоне 1986/1987. Летом того же года Марселино перешёл в «Пуэблу». В сезоне 1989/1990 Берналь стал чемпионом в составе новой команды. За «Пуэблу», как и за следующий свой клуб «Толуку» он провел около 150 матчей.
В 1997 году Марселино перешёл в «Монтеррей». В 1999 году он подписал контракт с «Пачукой», в составе которой он во второй раз стал чемпионом Мексики. В 2001 году Берналь завершил карьеру в команде «УНАМ Пумас».

## Международная карьера
В 1988 году Берналь дебютировал за сборную Мексики. 8 марта 1992 года в товарищеском матче против сборной СНГ он забил свой первый гол за сборную. 6 декабря того же года во встрече отборочного турнира Чемпионата мира 1994 против сборной Сент-Винсента и Гренадин Берналь забил пять голов.
В 1994 году Марселино попал в заявку национальной команды на участие в Чемпионате мира в США. На турнире он сыграл в поединках против сборных Болгарии, Ирландии, Норвегии, а матче против Италии забил гол, который принес его команде ничью.
В 1995 году Берналь принял участие в Кубке Америки, а также помог сборной завоевать бронзовые медали на Кубке Короля Фахда. В 1998 году Марселино во второй раз принял участие в Чемпионате мира во Франции. На турнире он сыграл в поединках против сборных Германии и Южной Кореи. Сразу после окончания мундиаля он завершил карьеру в сборной.

### Голы за сборную Мексики
| #   | Дата           | Место                                              | Противник                | Счёт | Соревнование                          |
| --- | -------------- | -------------------------------------------------- | ------------------------ | ---- | ------------------------------------- |
| 01. | 8 марта 1992   | Ацтека, Мехико, Мексика                            | СНГ                      | 4:0  | Товарищеский матч                     |
| 02. | 6 декабря 1992 | Ацтека, Мехико, Мексика                            | Сент-Винсент и Гренадины | 11:0 | Чемпионат мира 1994 отборочный турнир |
| 03. | 6 декабря 1992 | Ацтека, Мехико, Мексика                            | Сент-Винсент и Гренадины | 11:0 | Чемпионат мира 1994 отборочный турнир |
| 04. | 6 декабря 1992 | Ацтека, Мехико, Мексика                            | Сент-Винсент и Гренадины | 11:0 | Чемпионат мира 1994 отборочный турнир |
| 05. | 6 декабря 1992 | Ацтека, Мехико, Мексика                            | Сент-Винсент и Гренадины | 11:0 | Чемпионат мира 1994 отборочный турнир |
| 06. | 6 декабря 1992 | Ацтека, Мехико, Мексика                            | Сент-Винсент и Гренадины | 11:0 | Чемпионат мира 1994 отборочный турнир |
| 07. | 6 декабря 1992 | Ацтека, Мехико, Мексика                            | Сент-Винсент и Гренадины | 11:0 | Чемпионат мира 1994 отборочный турнир |
| 08. | 28 июня 1994   | Роберт Ф. Кеннеди Мемориэл Стэдиум, Вашингтон, США | Италия                   | 1:1  | Чемпионат мира 1994                   |

## Достижения
Командные
 «Пуэбла»
- Чемпионат Мексики по футболу — 1989/1990

 «Пачука»
- Чемпионат Мексики по футболу — 1999

Международные
 Мексика
- Кубок конфедераций — 1995